# لوك نيترفيل
لوك نيترفيل (ق. 1510 كان قاضي ايرلندي في القرن السادس عشر. كان والد رجل الدولة ريتشارد نيترفيل.
ولد في مقاطعة ميث، ابن جون نيترفيل من دوث وأليسون سانت لورانس، ابنة نيكولاس سانت لورانس.
كان لعائلته ارتباط طويل مع القانون: أول عضو مسجل في العائلة في أيرلندا كان نيكولاس دي نيترفيل، الذي تم تعيينه قاضيًا في محكمة الاستئناف العام (أيرلندا) في عام 1301.
كان ابن عم جون وصهره توماس نيترفيل قاضيًا في محكمة كينش بينش (أيرلندا)، وبعد وفاة جون تزوجت أرملته مرة أخرى قاضي آخر في المحكمة العليا، السير باتريك وايت.
في عام 1555، كان نيترفيل بصفته مالك شركة دوث متورطًا في التقاضي مع قاضي آخر في المحكمة العليا، والتر كيرديف. في 1558 خدم في لجنة للاستفسار عن الأراضي التي يملكها جيرالد فيتزجيرالد.
في العام التالي تم تعيينه ثاني قاضي في محكمة كينغز بينش. في 1560 جلس في لجنة للتحقيق في الأحكام العرفية في ميث، لكنه توفي في وقت لاحق من نفس العام. 
بعد بضع سنوات من وفاته، وصف اللورد نائب أيرلندا، السير هنري سيدني، لوقا بعبارات استخفاف بأنه رجل «ولكنه قاضي ثانٍ لأحد المقاعد...... لعائلة متوسطة....... ولدت من لا شيء».
"كان هذا الهجوم في سياق محاولة للإضرار بمسيرة ابن لوك، ريتشارد، الذي كان أحد أعداء سيدني المريرين، ولا يوجد سبب للاعتقاد بأن رأيه المتواضع مع لوك كان على واسع النطاق. كما أن معظم الناس لا يعتبرون حفيد بارون هاوث من "عائلة متوسطة".
تزوج لوقا من مارجريت لوتريل، ابنة السير توماس لوتريل، رئيس القضاة في المناشدات العامة الأيرلندية، وأنجبت ولدين:
- جون (توفي عام 1601) والد نيكولاس نيترفيل
- ريتشارد (توفي عام 1607)، الذي كان سياسيًا بارزًا ومحامًيا.